# Strada statale 528 della Foresta Umbra
La ex strada statale 528 della Foresta Umbra (SS 528) è ora strada statale 750 della Foresta Umbra (SS 750), dalla SS 89 presso Valazzo (contrada di San Menaio) alla SS 693 presso Vico del Gargano, da cui prosegue come strada provinciale 144 della Foresta Umbra (SP 144), fino a fine percorso con la SS 272 presso Monte Sant'Angelo. La sua denominazione deriva dall'omonima riserva naturale che attraversa.

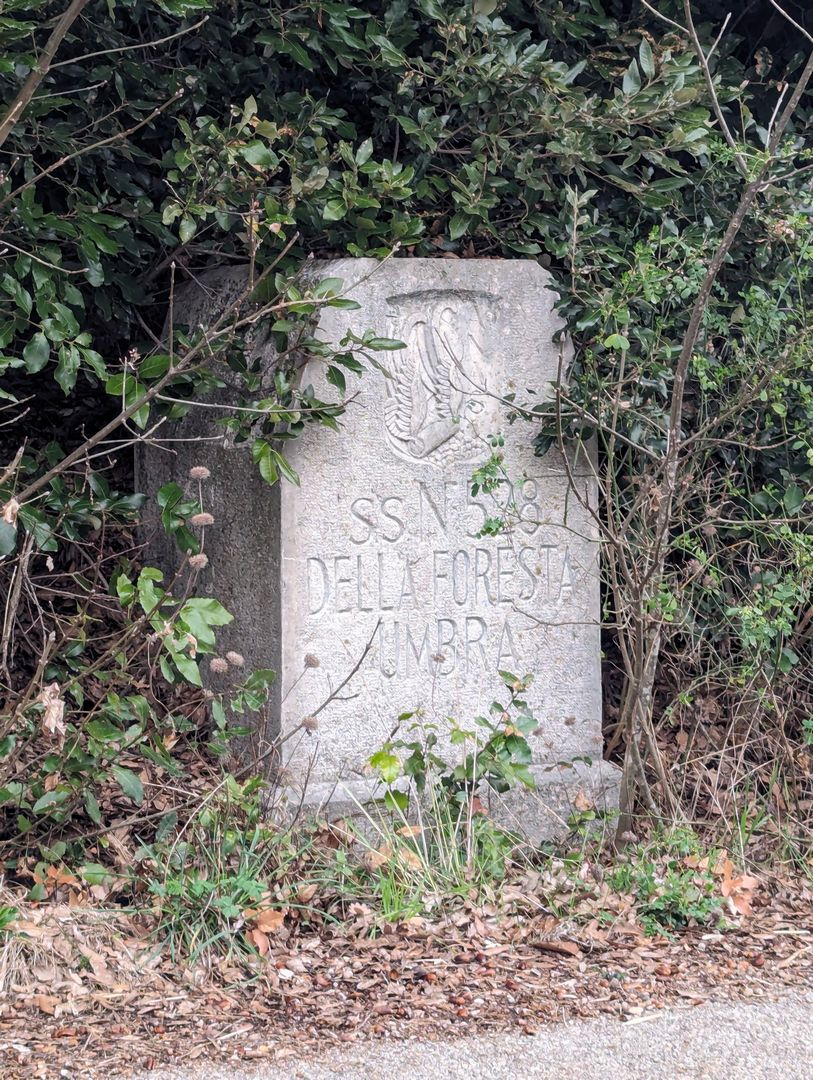
Cippo della Strada Statale SS528

## Percorso
La strada ha origine dalla strada statale 89 Garganica nei pressi di Valazzo, contrada di San Menaio, posta in posizione elevata sul resto della frazione. Il percorso presenta un primo tratto particolarmente tortuoso, a causa del dislivello che viene colmato per avvicinarsi a Vico del Gargano. Al termine di una serie di tornanti c'è l'innesto della strada statale 693 dei Laghi di Lesina e Varano, arteria fondamentale nel raggiungimento delle località più estreme del Gargano: questo fa sì che il tratto appena descritto sia strategico nel periodo estivo per gli spostamenti dei vacanzieri diretti verso le località di Peschici e Vieste.
Superato quest'incrocio, la strada raggiunge Vico del Gargano, uscendo dal quale e proseguendo in direzione sud-est, si addentra nella Riserva naturale Foresta Umbra. Poco prima dell'incrocio con la SP 52 bis, da cui è possibile raggiungere Vieste evitando il tratto litoraneo, è presente il Distaccamento Jacotenente dell'Aeronautica Militare.
La strada prosegue quindi verso sud, incrociando la SP 50 per Carpino, e dopo 46 km termina il proprio percorso innestandosi sulla strada statale 272 di San Giovanni Rotondo, ai piedi di Monte Sant'Angelo.
In seguito al decreto legislativo n. 112 del 1998, dal 2001 la gestione è passata dall'ANAS alla Regione Puglia, che ha provveduto al trasferimento dell'infrastruttura al demanio della Provincia di Foggia. Dal 2019 la gestione del primo tratto stradale di 6,400 km, ridenominato strada statale 750 della Foresta Umbra (SS 750), è ritornata all'ANAS.